# Patrycjusz (imię)
Patrycjusz – imię męskie pochodzenia łacińskiego. Wywodzi się od słowa patricius oznaczającego „szlachetnie urodzony, patrycjuszowski”. Jego obocznymi wariantami są Patrycy i Patryk, a żeńskim odpowiednikiem – Patrycja.
Patrycjusz imieniny obchodzi 17 marca, 20 marca, 28 kwietnia, 9 lipca i 24 sierpnia.

## Osoby noszące imię Patrycjusz
- Patricio de la Escosura, hiszpański pisarz, polityk, publicysta związany z romantyzmem
- Józef Patrycjusz Cieszkowski – polski górnik
- Patrycjusz „Nullo” Kochanowski – polski raper, współzałożyciel Trzeciego Wymiaru
- Patrycjusz Pająk – polski filolog slawista, doktor habilitowany, wykładowca Uniwersytetu Warszawskiego